# Halo of Blood
Halo of Blood är det åttonde studioalbumet släppt av den finska metal gruppen Children of Bodom. Albumet spelades in i november 2012 till februari 2013. Albumet släpptes den 28 maj 2013 i Japan, den 7 juni 2013 i Europa och den 11 juni 2013 i Amerika.

## Låtlista
Alla låtar är skrivna och komponerade av Alexi Laiho. 
| Nr           | Titel                               | Längd |
| ------------ | ----------------------------------- | ----- |
| 1.           | Waste of Skin                       | 4:16  |
| 2.           | Halo of Blood                       | 3:12  |
| 3.           | Scream for Silence                  | 4:09  |
| 4.           | Transference                        | 3:58  |
| 5.           | Bodom Blue Moon (The Second Coming) | 4:14  |
| 6.           | Your Days Are Numbered              | 3:40  |
| 7.           | Dead Man's Hand on You              | 4:58  |
| 8.           | Damaged Beyond Repair               | 4:20  |
| 9.           | All Twisted                         | 4:51  |
| 10.          | One Bottle and a Knee Deep          | 4:02  |
| Total längd: | Total längd:                        | 41:40 |

| 11.          | Crazy Nights (Loudness cover)      | 4:25  |
| 12.          | Sleeping in My Car (Roxette cover) | 3:19  |
| Total längd: | Total längd:                       | 49:24 |